# Amintes de Galàcia
Amintes o Amintas (en grec antic Ἀμύντας, Amyntas) fou tetrarca de Galàcia i després rei de Galàcia i altres territoris.
Estrabó menciona un rei dels licaons contemporani seu, anomenat Amintes que era un dels tetrarques de Galàcia i dominava Galàcia, Licaònia, Isàuria, el sud-est de Frígia, Pisídia i Cilícia del nord-oest. Era el darrer dels tetrarques, i va rebre probablement en herència els dominis de Deiotarus II (Gadelonitis, Farnàcia, Trapezus i la Petita Armènia) a la seva mort (després del 30 aC), portant el títol reial fins a la seva mort el 25 aC. Pisídia, Cilícia, Isàuria, i Frígia del sud i potser altres territoris els havia donat Marc Antoni, del que era partidari, potser l'any 39 aC, però segurament abans ja governava part de Galàcia i Licaònia.
Estrabó diu que a Derbe governava un príncep anomenat Antípater de Derbe. La ciutat de Laranda de Licaònia era una de les capitals dels pirates isauris de la que s'havien apoderat als dominis del príncep de Derbe. Antípater era un amic de Ciceró. Amintes va matar aquest Antípater i va incorporar els seus dominis i potser per això i com a lleial partidari de Marc Antoni, que se li va donar Isàuria i Pisídia.
Just abans de la batalla d'Àccium es va passar a August i així va poder conservar els seus dominis després del 31 aC i potser encara augmentar-los.
Va matar el príncep d'Homonada o Homona i va incorporar aquest territori. Però la seva vídua el va venjar i Amintes va morir en una emboscada el 25 aC. August va convertir Galàcia en província romana, que a més comprenia Licaònia, Isàuria, est i sud de Frígia i Pisídia.